# Pierre Servent
« Servent » redirige ici. Pour l’article homophone, voir Servant.
 (juillet 2017).
Si vous disposez d'ouvrages ou d'articles de référence ou si vous connaissez des sites web de qualité traitant du thème abordé ici, merci de compléter l'article en donnant les références utiles à sa vérifiabilité et en les liant à la section « Notes et références ».
Pierre Servent, né le 10 février 1954 à Montpellier, est un journaliste et auteur français, expert en stratégie militaire, par ailleurs colonel de réserve opérationnelle.

## Biographie

### Formation et carrière
Pierre Servent est docteur en histoire. Il est diplômé de l'institut d'études politiques de Paris et obtient un DEA d'histoire contemporaine. Auditeur de l’Institut des hautes études de Défense nationale (IHEDN, 1991), il est également ancien lauréat du German Marshall Fund (1990).
De 1980 à 1986, il est journaliste politique à La Croix chargé des questions de défense, puis, de 1986 à 1995, au Monde (politique intérieure, puis service « Étranger »),.
De 1995 à 1997, il est conseiller pour la communication et les relations avec le Parlement au cabinet de Charles Millon au ministère de la Défense. Il a été le premier porte-parole de la Défense et il a créé le point de presse de ce ministère.
De 1997 à 2002, il est directeur de la communication du groupe Vivendi Waters (Veolia) et de 2002 à 2005, directeur de la communication du groupe Caisse d'Épargne.
De 1992 à 2012 il est directeur de séminaire à l’École de Guerre et donne des conférences à l'École polytechnique, l'ENA, Sciences-Po et l'Université de Rouen.
Il a enseigné au Collège interarmées de défense.
Depuis novembre 2014, il est membre associé de l’Académie des sciences morales, des lettres et des arts de Versailles et d’Île-de-France.
Spécialiste des questions de défense et de stratégie, il est de 2002 à début 2022 le consultant attitré des chaînes France 2 et de BFMTV. Il intervient également aux côtés de Marie Drucker puis Julian Bugier dans les éditions spéciales de France 2 consacrées à la mémoire et à l’actualité militaire française. À partir de 2003, il est l’un des invités réguliers de l’émission C dans l’air sur France 5. Il participe également à l’émission de Fabrice Lundy (BFM radio), Good morning week-end.
Par ailleurs, il est également consulté par de nombreux autres médias français et étrangers lors des pics d’actualité dans le domaine de la défense ou des grandes crises internationales.
Le 25 février 2022, au début de l'invasion de l'Ukraine par la Russie, le groupe TF1 fait appel à lui. Il quitte les chaînes du service public pour devenir consultant défense TF1-LCI.
Durant la guerre, il est régulièrement invité par des médias de tous types (télévision, radio, presse écrite) pour livrer son analyse du conflit,.
Le 8 novembre 2024, il annonce envisager prendre sa retraite.

### Activités militaires
Officier de réserve spécialiste d’état-major (ORSEM), il a aujourd’hui le grade de colonel. Il a servi comme officier en opérations extérieures (OPEX) : Balkans, Afghanistan et Afrique,.
Il est président d’honneur de la réunion des ORSEM après avoir présidé celle-ci jusqu'au début 2009,.

## Décorations
- Officier de la Légion d'honneur (2014[14], chevalier en 2000[15])
- Officier de l'ordre national du Mérite (2008[16], chevalier en 1995[17])
- Croix de la Valeur militaire avec citation
- Croix du combattant
- Médaille d'Outre-Mer avec agrafe « Côte d’Ivoire »
- Officier de l'ordre national de Côte d'Ivoire (Côte d'Ivoire)
- Médaille de service en ex-Yougoslavie
- Médaille de l'OTAN non-article 5 FIAS

## Publications
Ses livres ont été plusieurs fois primés et traduits en plusieurs langues : chinois, polonais, portugais…[réf. nécessaire]

### Ouvrages
- Œdipe à Matignon ou le complexe du Premier Ministre. Ed. Balland. 1988.
- La force de convaincre, entretiens avec Philippe Séguin. Ed. Payot. 1990[18].
- Le mythe Pétain. Verdun ou les tranchées de la mémoire. Ed. Payot. 1992. Réédité en 2015 aux éditions du CNRS.
- Le travail parlementaire sous la Ve République. Avec Jean-Pierre Camby. Ed.Montchrestien. 1993.
- La trahison des médias. François Bourin éditeur. 2007.
- Les guerres modernes racontées aux civils… et aux militaires. Ed. Buchet-Chastel. 2009. Prix d’Estienne d’Orves 2011.
- Le complexe de l’autruche. Pour en finir avec les défaites françaises. 1870, 1914,1940. Ed. Perrin. 2011[19].
- Von Manstein, le stratège du IIIe Reich. Collection : Les Maîtres de guerre. Ed Perrin. 2012.
- Extension du domaine de la guerre. Ed. Robert Laffont. 2016[20]
- Le testament Aulick, Ed. Robert Laffont, 2016, 360 p.
- Les présidents et la guerre, 1958-2017, Perrin, 2017, 446 p.
- Cinquante nuances de guerre, Robert Laffont, 2018, 375 p[21].
- Rudolf Hess. La dernière énigme du IIIe Reich, Perrin, 2019[22].
- De Gaulle et Pétain, Perrin, 2020[23].
- Les sept vies d'Adrien Conus, Perrin, 2022. - premier prix de l’Association des familles de Compagnon de la libération (AFCL)[24]
- Le monde de demain - 12 repères pour comprendre les conséquences de la guerre en Ukraine, Robert Laffont, 2022.
- Dyên Biên Phu, les leçon d'une défaite, Perrin  2024.

### Ouvrages collectifs
- L’Europe de Yalta à Maastricht. Avec Patrick Eveno. Le Monde/Éditions. 1994.
- Vauban : la guerre, la gloire. 1707-2007. Cahiers d’études et de recherches du musée de l’Armée (CERMA). 2007.
- Quelle politique de défense pour la France ? L’Harmattan. 2007.
- Le siècle de sang : 1914-2014. En codirection avec Emmanuel Hecht. Ed. Perrin. 2013.
- Les grands duels qui ont fait la France. « Pétain-de Gaulle ». Ed. Perrin, 2014.